# Tritonia bakeri
Tritonia bakeri är en irisväxtart som beskrevs av Friedrich Wilhelm Klatt. Tritonia bakeri ingår i släktet Tritonia och familjen irisväxter.

## Underarter
Arten delas in i följande underarter:
- T. b. bakeri
- T. b. lilacina